# A Day with Our Soldier Boys
A Day with Our Soldier Boys è un cortometraggio muto del 1909. Il nome del regista non viene riportato nei credit del film, un documentario prodotto dalla Vitagraph su un campo di addestramento militare per ragazzi.

## Trama
Trama di Moving Picture World synopsis in (EN)  su IMDb

## Produzione
Il film fu prodotto dalla Vitagraph Company of America.

## Distribuzione
Distribuito dalla Vitagraph Company of America, il film - un documentario di 92 metri - uscì nelle sale cinematografiche statunitensi il 7 dicembre 1909.
Nelle proiezioni, veniva programmato con il sistema dello split reel, accorpato in un'unica bobina con un altro cortometraggio prodotto dalla Vitagraph, A Lesson in Domestic Economy.